# Зебра (альбом)
«Зебра» — второй официальный альбом группы 25/17. В записи альбома участвовал официальный состав группы: Бледный и Ант.
Печаль и радость, отчаяние и надежда, встречи и расставания, и прочие
события и эмоции, этими событиями вызванные, – это чёрные и белые
полосы дорожной «зебры» <…> Будьте внимательны при переходе на другую
сторону.
«Зебра» состоит из композиций с сольных мини-альбомов («Полоса чёрная» и «Полоса белая») и совершенно новых композиций.
Премьера альбома состоялась на хип-хоп портале Rap.ru 3 декабря, а презентация — 10 декабря в Москве, в клубе «Milk», где можно было приобрести диск.

## Список композиций
| №   | Название                                      | Музыка | Длительность |
| --- | --------------------------------------------- | ------ | ------------ |
| 1.  | «Зачем?» (уч. В.В. Демчог стихи А.С. Пушкин)  | нет    | 0:41         |
| 2.  | «Ч.б. (Чёрно-белое)»                          | Ант    | 3:32         |
| 3.  | «Берёзовая»                                   | Ант    | 3:04         |
| 4.  | «Просыпайтесь!»                               | Ант    | 2:50         |
| 5.  | «Молитва»                                     | Ант    | 3:19         |
| 6.  | «Мама, мы все тяжело больны» (уч. «Кино»)     | Ант    | 2:39         |
| 7.  | «Ржавчина»                                    | Ант    | 3:17         |
| 8.  | «Виражи»                                      | Ант    | 3:32         |
| 9.  | «Плюшевая»                                    | Ант    | 3:01         |
| 10. | «Вирус» (уч. MC 1.8)                          | Ант    | 3:11         |
| 11. | «Пожизненно» (уч. Тома Амот)                  | Ант    | 2:31         |
| 12. | «Огонь» (Ант remix)                           | Ант    | 2:35         |
| 13. | «Птица»                                       | Ант    | 3:32         |
| 14. | «Снайпер»                                     | Ант    | 3:05         |
| 15. | «Бесконечное одиночество»                     | Ант    | 3:13         |
| 16. | «Жду чуда»                                    | Ант    | 3:54         |
| 17. | «Мои кеды»                                    | Ант    | 2:56         |
| 18. | «Давай делай!»                                | Ант    | 2:59         |
| 19. | «Главное» (уч. В.В. Демчог стихи А.С. Пушкин) | нет    | 1:47         |

Трек 6 основан на песне группы «Кино» и Виктора Цоя. На эту композицию группа сняла клип.

## Принимали участие
- MC 1.8
- Тома Амот

## Участники записи
- Слова: 
25/17 (2-18), 
MC 1.8 (10), 
В. Р. Цой (6), 
А. С. Пушкин (1, 19)
- Музыка: 
Ант (2-18), 
гитара: Владимир Крылов (9, 12, 14, 16), Виктор Богданов (06), 
бас-гитара: Владимир Крылов  (16), 
клавиши: Тони Лаубингер (16) 
бэк-вокал: Искра (8, 16), Лариса Пятницкая (15), 
Детский хор Радио и Телевидения России (2), 
скрэтч: DJ Navvy (10, 12), 
сведение и мастеринг: DJ Navvy, 
оформление и фото: Андрей Давыдовский